# Dhokla
Dhokla (también conocido como dhokra) es un plato típico de la cocina india servido por regla general como un fast food en el estado de Guyarat. Se trata de una masa fermentada de arroz y garbanzos que puede ingerirse como desayuno o aperitivo. Suele encontrarse para la venta en tiendas de dulces.

## Historia
Dukkia, un precursor del dhokla basado en semillas de legumbres, es mencionado en una obra jain fechada en 1066. La obra más antigua que menciona la palabra dhokla es el guyaratí Varanaka Samuchaya en 1520.

## Características
El ingrediente de este plato es chana dal (garbanzos) que han sido puestos en remojo toda la noche junto con arroz; también puede emplearse una harina a base de garbanzos llamada besan. Con ello se hace una pasta y se deja que fermente durante un periodo de cuatro o cinco horas y al final se le añade chiles, jengibre y soda de cocina. El dhokla así preparado se suele poner al vapor durante varios minutos para luego cortarlo en trozos, los cuales se fríen. Se suele servir con chutney verde o aceite de cacahuetes.
Su textura final es liviana y esponjosa. Es un plato bajo en calorías y rico en proteínas.

## Variedades

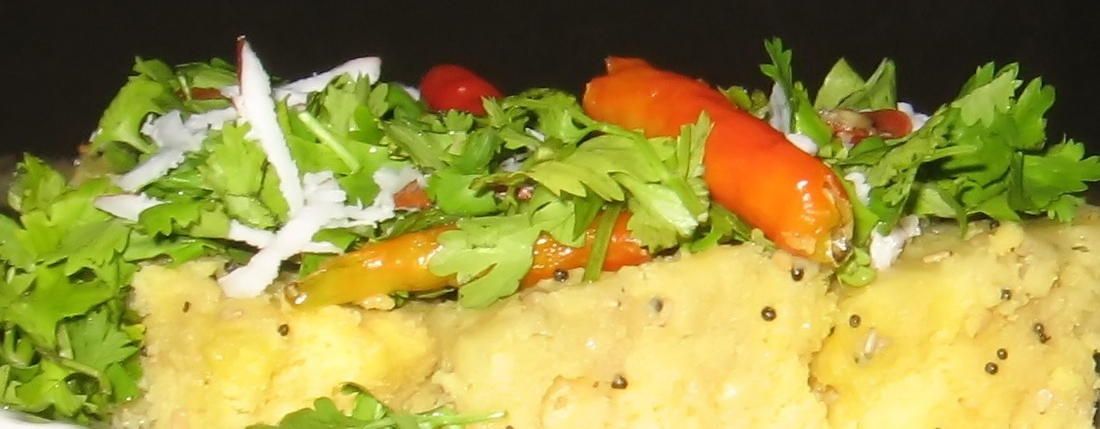
Khaman Dhokla acompañado de vegetales

El dhokla puede prerararse con diferentes tipos de ingredientes en sustitución del garbanzo y el arroz, como trigo molido, soja, arvejas, entre otros. También pueden agregarse vegetales de hojas antes de hervir la masa.
De acuerdo a los distintos ingredientes, el dhokla toma diferentes nombres como Khatta Dhokla, Rasia Dhokla o Cheese Dhokla. El Khaman Dhokla es otro aperitivo similar que suele ser confundido con el dhokla original, pero que se diferencia en no tener arroz en su preparación.